# Bình Thuận (phường)
Bình Thuận là một phường thuộc tỉnh Lâm Đồng, Việt Nam.

## Lịch sử
Ngày 16 tháng 6 năm 2025, Ủy ban Thường vụ Quốc hội ban hành Nghị quyết số 1671/NQ-UBTVQH15 về việc sắp xếp các đơn vị hành chính cấp xã của tỉnh Lâm Đồng năm 2025 (có hiệu lực từ ngày 16 tháng 6 năm 2025). Trong đó, hợp nhất các phường Phú Tài, xã Phong Nẫm và xã Hàm Hiệp thành phường Bình Thuận.

## Địa lý
Phường Bình Thuận có vị trí địa lý:
- Phía Bắc giáp xã Hàm Liêm
- Phía Nam giáp phường Tiến Thành và xã Tuyên Quang
- Phía Đông giáp các phường Phan Thiết và Hàm Thắng
- Phía Tây giáp các xã Hàm Kiệm và Hàm Thạnh

Phường có diện tích 45,16 km², dân số năm 2025 là 47.858 người, mật độ dân số đạt 1.060 người/km².